# Sambuca (licor)

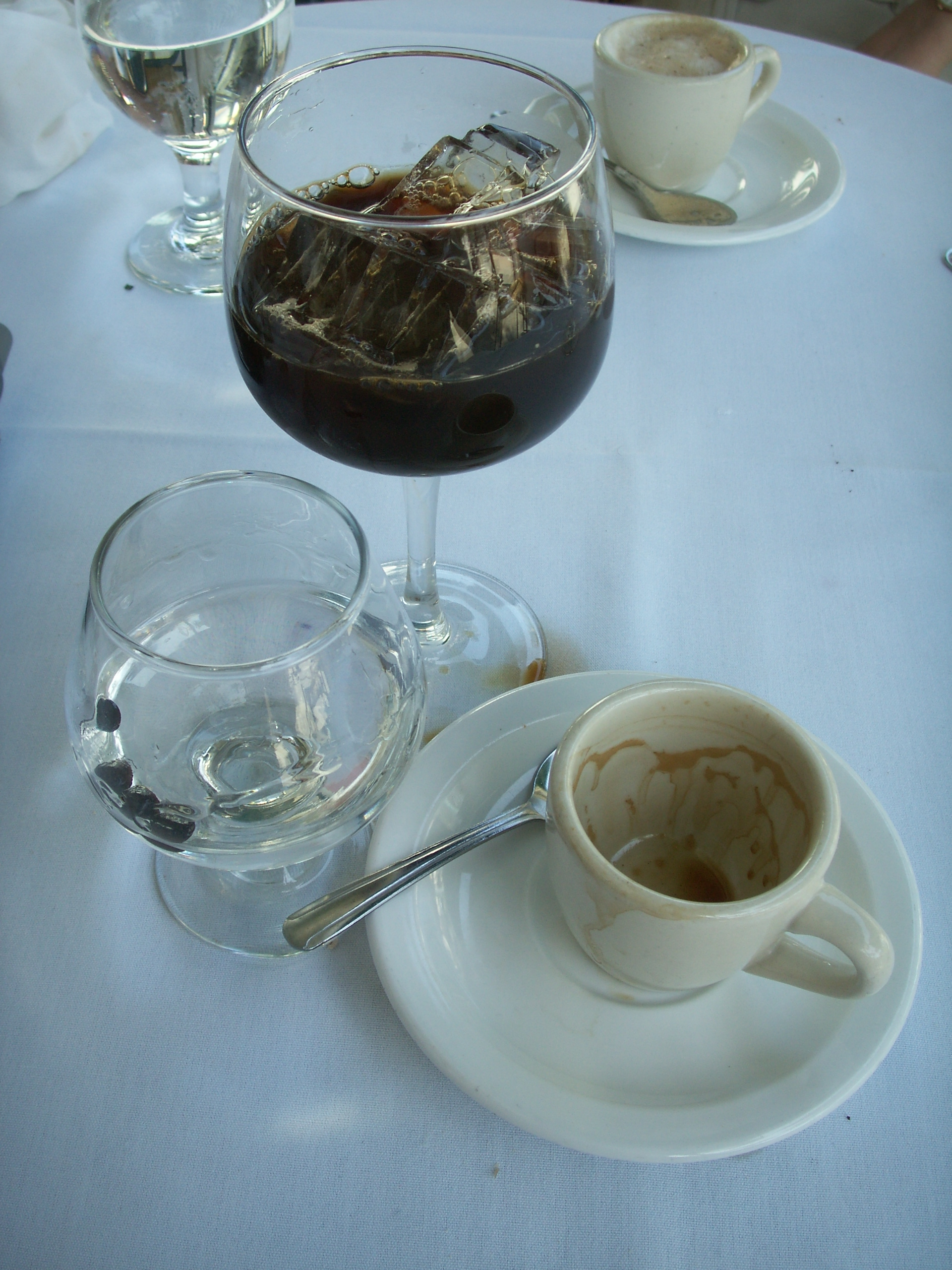
Sambuca del temps

La sambuca és un licor dolç i fort basat en l'anís, típic d'Itàlia i més concretament del Laci. La “sambuca” també rep l'afectuós diminutiu de “sambuchina”. La legislació comunitària ho regula atorgant-li una “denominació de venda”. Entre els requisits exigits perquè aquest licor puga ser expedit com “sambuca” s'exigeix que estiga fet amb anís, tant verd com estrellat, i fins i tot amb altres herbes aromàtiques; però no s'exigeix la presència de saüc en el licor.

## Anotacions i referències
1. ↑  Cfr. Nicola Zingarelli, ad vocem “sambuco (1)”, Vocabolario della lingua italiana, 12ª ed. A cura di Miro Dagliotti e Luigi Rostello, Ed. Zanichelli, 1990.
2. ↑  Cfr. Reglament núm. 110/2008 de 15 de gener, Annex II, n. 38.